# Aq Qoyunlu
1378–1508
Entités précédentes :
- Empire timouride
- Qara Qoyunlu

Entités suivantes :
- Empire séfévide

Les Aq Qoyunlu ou Ak-Koïounlu (en turkmène : Akgoýunly ; en turc : Akkoyunlular, en turc osmanli/persan : آق قویونلی, āq qūyūnlī), appelés aussi Moutons blancs turcomans, était une fédération tribale sunnite Oghouzes turque qui a régné sur ce qui est aujourd'hui l'Anatolie Orientale, l'ouest de l'Iran, l'Irak, le nord-est de la Syrie, l'Arménie, l'Azerbaïdjan et le Koweït de 1378 à 1508.

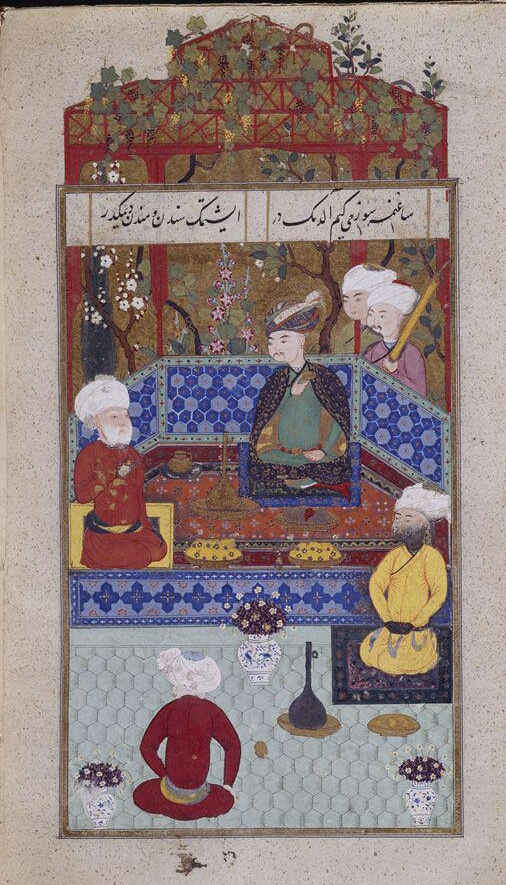

## Histoire
Les tribus qui ont fondé l'État Aq Qoyunlu étaient liées aux tribus Qara Qoyunlu (Moutons noirs). Les tribus qui formaient les Aq Qoyunlu étaient des tribus turques de langue azérie,,,.
L'origine de la confédération est connue par des traditions épiques transmises oralement et écrites aux XIIIe et XVe siècles, l'Oghuz Namé (« histoire d'Oghuz khan »). L'une de ces traditions est à l'origine du Livre de Dede Korkut, dont on a conservé deux copies du XVIe siècle. D'après les chroniques de l'Empire byzantin, les Turcomans Moutons blancs sont présents en Anatolie depuis au moins 1340, et la plupart de leurs chefs, y compris le fondateur de la dynastie, Qara Yülük `Uthmân, ont épousé des princesses byzantines.
Les Turcomans Moutons blancs acquièrent officiellement des terres en 1402, quand Tamerlan leur offre tout le Diyarbakır, au nord de l'Irak. Pendant une longue période, ils sont incapables d'étendre leurs territoires, car leurs rivaux les Turcomans Moutons noirs les tiennent à distance.
Cependant, la situation change sous le règne d'Ouzoun Hassan, qui défait le chef des Turcomans Moutons noirs, Jahān Shāh, en 1467. Après la défaite d'un chef timouride, Abu Saïd, Ouzoun Hassan parvient à prendre Bagdad, ainsi que des territoires le long du golfe Persique. Il étend son territoire en Iran, jusqu'au Khorassan, et établit sa capitale à Tabriz. Cependant, il est bientôt confronté à l'Empire ottoman qui cherche à s'étendre vers l'est : Mehmed II le Conquérant, après avoir pris Constantinople en 1453, annexe l'empire de Trébizonde en 1461. Cette nouvelle menace force les Turcomans Moutons blancs à former une alliance avec les Karamanides d'Anatolie centrale et, à partir de 1464, avec la république de Venise. En 1471, une flotte vénitienne de 99 galères, commandée par Pietro Mocenigo, opère dans la mer Noire mais sans succès durable. En 1473, Ouzoun Hassan subit une défaite à la bataille d'Otlukbeli près d'Erzincan face aux Ottomans qui alignent pour la première fois des armes à feu. Cependant, les Ottomans n'exploitent pas leur succès et Ouzoun Hassan peut employer ses dernières années à une œuvre de législation et de réorganisation économique et fiscale.
Yaqub, qui règne de 1478 à 1490, entretient une cour brillante où l'érudit Idris-i Bidlisi commence sa carrière de chroniqueur mais, à la suite de sa mort, les Turcomans Moutons blancs commencent à s'entre-déchirer. Ces luttes intestines les affaiblissent et ils cessent d'être une menace pour leurs voisins. Les Séfévides chiites, commandés par Sheikh Haydar d'Ardabil puis par son fils Ismail Ier, commencent à battre en brèche les Turcomans Moutons blancs. À la bataille de Sharur (en) (1502), près de Nakhitchevan, Ismaïl force les Turcomans Moutons blancs à se retirer. Au cours de sa retraite face aux Séfévides, le chef des Turcomans Moutons blancs, Alwand, détruit en 1503 l'État turcoman autonome à Mardin, contrôlé par Kasam Ibn Jihângîr Ibn Ali.
Le dernier prince des Turcomans Moutons blancs, Murād, cousin d'Alwand, est aussi défait par Ismaïl. Bien que Murād s'établisse brièvement à Bagdad en 1508, il doit bientôt se retirer d’Amid, marquant ainsi la fin des Turcomans Moutons blancs.

## Liste des souverains Aq Qoyunlu
- Qara Yülük `Uthmân (1378-1435) ;
- Hamza (1435-1444), son fils ;
- Jihângîr (1444-1469), son neveu, fils d'Ali (mort en 1438), dans l'ouest ;
- Ouzoun Hassan (1453-1478), son frère ;
- Khalîl (1478), son fils ;
- Ya`qûb (1478-1490), son frère ;
- Baysonqur (1491-1492), fils de Ya`qûb ;
- Rustam (1492-1497), fils de Maksud ;
- Ahmad Gövde (1497), fils Ughurlu Muhammad ;
- Murâd (1497-1498, à Qom), fils de Ya`qûb ;
- Alwand (1498-1504), fils de Yusuf, en Azerbaïdjan iranien puis à Diyarbakır ;
- Muhammad Mîrzâ (1498-1500), fils de Yusuf, dans les Jibal puis dans le Fars ;
- Murâd (1502-1508), mort en 1524, fils de Ya`qûb.